# Паскевич, Анна Осиповна
Анна Осиповна Паскевич (урождённая Коробовская; 1766 — февраль 1829) — мать генерал-фельдмаршала Ивана Фёдоровича Паскевича.

## Биография
Происходила из дворянского рода Коробовских. Родилась в семье могилёвского шляхтича Осипа Коробовского. В 1772 году, после первого раздела Речи Посполитой, когда территория Восточной Белоруссии была аннексирована Российской империей, её отец присягнул на верность императрице Екатерине II, сохранив земельные владения и принадлежность к дворянскому сословию. Его родовое имение состояло из села Щеглица и еще нескольких сел в Могилевской губернии.
Анна вышла замуж за Федора Паскевича, сына бунчукового товарища Григория Паскевича, зажиточного полтавского помещика. Через год, 8 мая 1782 года, у супругов родился первенец Иван. В последующие годы родились Иосиф (1784), Степан (1785), Константин (1790) и Федор (1792). Четверо из сыновей связали свои судьбы с военной карьерой: Иосиф и Константин дослужились до званий полковников,  Федор — до генерал-майора, Иван — до высшего военного чина генерал-фельдмаршала. Степан избрал гражданскую службу, став действительным статским советником, тамбовским и курским губернатором.
Анна Паскевич ушла из жизни в феврале 1829 года и была похоронена в родовом селе Щеглица. 18 июля 1889 года внук Фёдор Иванович Паскевич  перезахоронил ее вместе с мужем Федором Григорьевичем, сыном Иваном и невесткой Елизаветой в семейной усыпальнице Паскевичей в Гомеле.

## Портрет
В фондах музея Гомельского дворцово-паркового ансамбля хранится миниатюрный портрет Анны Паскевич, исполненный акварелью на кости. На портрете изображена молодая, богато одетая женщина со спокойным взглядом и едва заметной улыбкой. 